# (10033) Bodewits
(10033) Bodewits est un astéroïde de la ceinture principale.

## Description
(10033) Bodewits est un astéroïde de la ceinture principale. Il fut découvert le 24 octobre 1981 à l'observatoire Palomar par Schelte J. Bus. Il présente une orbite caractérisée par un demi-grand axe de 3,02 UA, une excentricité de 0,07 et une inclinaison de 11,1° par rapport à l'écliptique.